# 海恩罗德 (诺德豪森县)
海恩罗德（德語：Hainrode，發音：[haɪnˈʁoːdə]）是德国图林根州诺德豪森县曾经的一个市镇，面积8.79平方千米，2017年12月31日人口为352人。2019年1月1日，海恩罗德与另外7个市镇并入市镇布莱谢罗德。